# Erik Durm
Erik Durm (Pirmasens, 12 de maio de 1992) é um ex-futebolista alemão que atuava como lateral, tanto na direita quanto na esquerda.

## Carreira

### Dortmund
Estreou pelo Borussia em 10 de agosto de 2013 contra o FC Augsburg pela Bundesliga.

### Huddersfield Town
Em 2018, assinou com o clube da Premier League.

### Eintracht Frankfurt
Em 3 de julho de 2019, Durm assinou um contrato de quatro anos com o Eintracht Frankfurt.

### Kaiserslautern
Em 22 de junho de 2022, Durm foi contratado pelo Kaiserslautern.

## Seleção Nacional
Estreou pela Seleção Alemã principal em 1 de junho de 2014 em partida amistosa ante a Camarões.
Substituiu seu companheiro de equipe Marcel Schmelzer, cortado por contusão, no elenco alemão que sagrou-se campeão da Copa do Mundo FIFA de 2014.

## Títulos
Borussia Dortmund
- Copa da Alemanha: 2016–17
- Supercopa da Alemanha: 2013, 2014

Eintracht Frankfurt
- Liga Europa da UEFA: 2021–22

Seleção Alemã
- Copa do Mundo: 2014